# Kung-jangův komentář
Kung-jangův komentář nebo Kung-jangova tradice (čínsky v českém přepisu Kung-jang čuan, pchin-jinem Gōngyáng zhuàn, znaky zjednodušené 公羊传, tradiční 公羊傳) je jedním ze tří hlavních komentářů k Letopisům jar a podzimů.

## Historie a obsah
Kung-jangův komentář patří vedle Ku-liangova komentáře a Cuova komentáře ke třem nejvýznamnějším komentářům Letopisů jar a podzimů. Tradičně je připisován Kung-jang Kaovi (公羊高), žákovi C’-siaa, žáka Konfucia. Předáván byl ústní tradicí a sepsán až ve 2. století př. n. l. Nese známky dialektu východočínského státu Čchi.
Stejně jako Ku-liangův komentář má formu otázek a odpovědí. Vykládá Letopisy pomocí pečlivé analýzy slov a formulací v nichž hledá skryté významy. Přitom vychází z teorie „drobných slov obsahujících závažná sdělení“, podle níž Konfucius jemným odstíněním výrazových prostředků sděloval svůj názor na popisované události.
V raně chanském období, kdy mezi učenci vládla škola nového textu, byl hlavním a oficiálním komentářem Letopisů, studovali ho mimo jiné Tung Čung-šu, vůdčí postava tehdejšího konfucianismu, a Kung-sun Chung. V polovině 1. století př. n. l. se stejného uznání dostalo i Ku-liangovu komentáři a za východních Chanů škola starého textu prosadila oficiální uznání Cuova komentáře. Za Tchangů byl zařazen mezi „dvanáct kanonických knih“ konfucianismu.